# 2072 Kosmodemyanskaya
A 2072 Kosmodemyanskaya (ideiglenes jelöléssel 1973 QE2) a Naprendszer kisbolygóövében található aszteroida. Tamara Mikhaylovna Smirnova fedezte fel 1973. augusztus 31-én.